# Monarchie

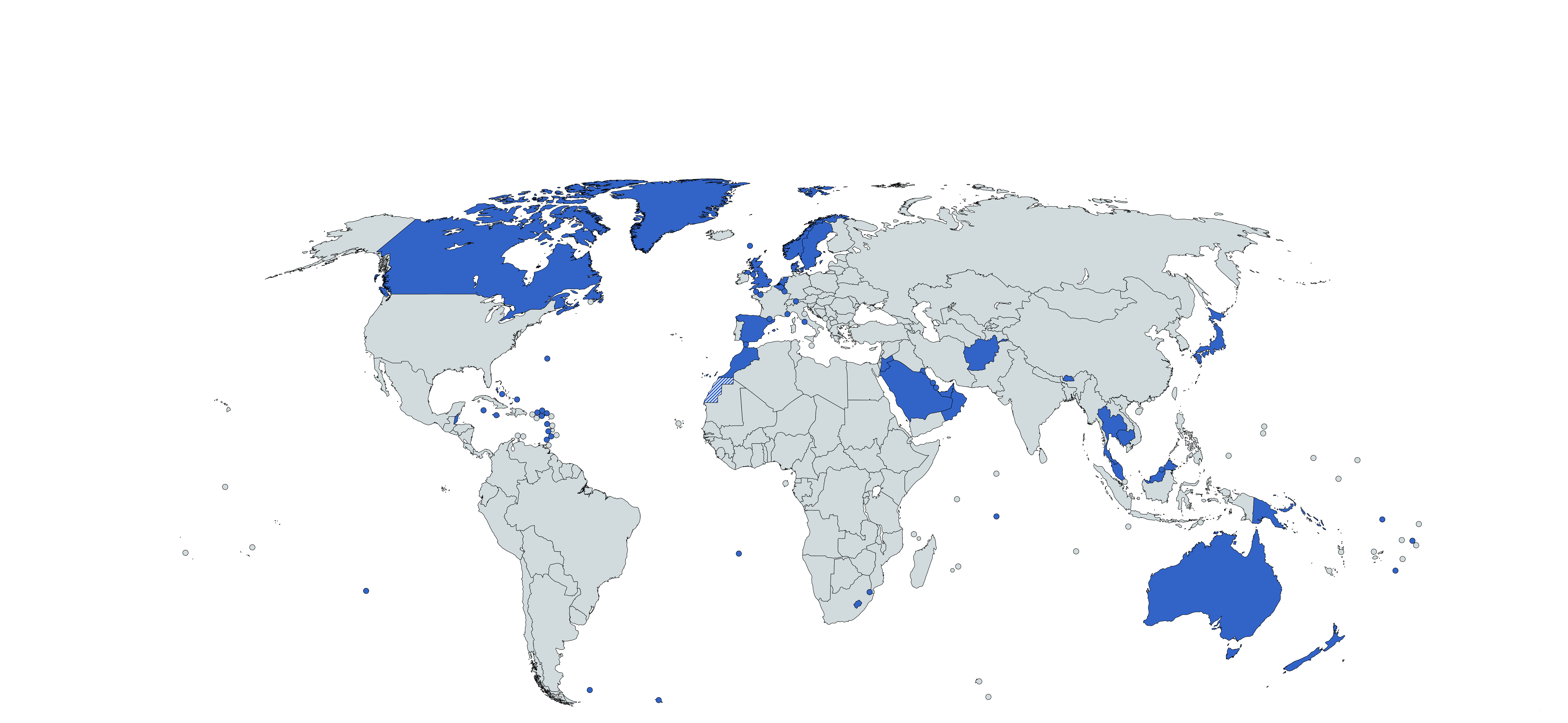
Monarchien

Der Begriff Monarchie (altgriechisch μοναρχία monarchía, deutsch ‚Alleinherrschaft‘, aus μόνος monos, deutsch ‚ein‘ und ἄρχειν archein, deutsch ‚herrschen‘) bezeichnet eine Staatsform mit einer Person, dem Monarchen, welcher das Amt des Staatsoberhaupts typischerweise auf Lebenszeit oder bis zu seiner Abdankung innehat. Die Monarchie bildet somit das Gegenstück zur modernen Republik. In der Regel wird das Amt aus dem Kreis adliger Personen durch Vererbung (dynastisches Prinzip) oder Wahl übertragen.
Die Machtbefugnisse der betreffenden Person können je nach Form der Monarchie variieren: Dieses Spektrum reicht von fast keiner (parlamentarische Monarchie) über eine durch eine Verfassung begrenzte (konstitutionelle Monarchie) bis hin zu alleiniger, uneingeschränkter politischer Macht (absolute Monarchie). Die entartete, illegitime und despotische Form der Monarchie ist die Tyrannis.
Zusätzlich wird zwischen Erb- und Wahlmonarchie unterschieden: In der erstgenannten Form wird der Herrscher durch Erbfolge, in der zweitgenannten durch eine Wahl meist auf Lebenszeit bestimmt. In Erbmonarchien wird der Herrschaftsanspruch des Staatsoberhauptes in der Regel auf eine göttliche Bestimmung zurückgeführt (sakrale Elemente). Auch eine Verehrung als eigenständige Gottheit oder Person göttlichen Ursprungs (Gottkönig, Sakralkönigtum) ist möglich (sehr verbreitet in antiken Reichen, z. B. im alten Ägypten oder – in abgewandelter Form – im Römischen Reich, aber auch in neuerer Zeit, z. B. im Kaiserreich China oder bis nach dem Zweiten Weltkrieg in Japan).
Die Staatstheorie beziehungsweise -ideologie, die die Monarchie rechtfertigt, ist der Monarchismus oder auch Royalismus. Ein Anhänger der Monarchie wird als Monarchist oder Royalist bezeichnet, ein Gegner als Republikaner, Monarchomach oder auch Antimonarchist.

## Geschichtliche Entwicklung
Die Art von Monarchie, welche sich in Auslegung auf eine Gottheit oder auf einen vergöttlichten Ursprungsheros und dessen Abstammungslinie legitimiert, geht in aller Regel der Kulturgeschichte voran. Sie ist Merkmal der gentilizischen und traditionellen Gesellschaft, soweit in ihr der Familienverband und das System der Abstammung großes Gewicht haben. In diesem Sinne besteht das deutsche Wort „König“ als alte Ableitung von cunne ‚Volksstamm‘ fort.
Die entsprechende Monarchie kann bis in das alte Ägypten zurückgeführt werden, wo der Pharao als zukünftiger Gott verehrt wurde. Vergleichbar sind Romulus für das römische Königtum, und später Gaius Iulius Caesar und Kaiser Augustus. Für andere Kulturkreise lässt sich das kaiserliche System im alten China aufrufen, das den Herrscher unter anderem als „Sohn des Himmels“ (chinesisch 天子, Pinyin tiānzi) bezeichnete, in seiner Herrschaft ein „Mandat des Himmels“ (天命,  tiānmìng) erblickte und ihm dadurch absolute Macht verlieh.
Zur gelegentlich vorkommenden parallelen Herrschaft mehrerer Monarchen siehe Dyarchie.

## Antike Theoriebildung
Im antiken Griechenland wurde Monarchie zunächst pejorativ verstanden und synonym zur Tyrannis verwendet. In der attischen Demokratie wurde das Wort dann auf die mythischen Könige wie Theseus angewendet, nicht aber auf die negativ bewerteten Herrscher des Perserreichs. Herodot (ca. 480–420 v. Chr.) bezeichnet die „guten“ Alleinherrscher, die am Gemeinwohl orientiert sind, als Monarchen. Auch bei Platon (427–347 v. Chr.) ist die Monarchie die am Gemeinwohl orientierte idealtypische Herrschaft eines Einzelnen. Dies Verständnis wurde zunächst von seinem Schüler Aristoteles (384–324 v. Chr.) und später vom griechischen Historiker Polybios (um 200 v. Chr. bis etwa 118 v. Chr.) weiterentwickelt. Sie fällt wie die Tyrannis unter die Herrschaft eines einzelnen: Aristoteles benutzt hierfür Monarchie als Oberbegriff, der die gute Basilie (βασιλεία ‚Königsherrschaft‘) und die schlechte Tyrannis umfasst.
Grundsätzlich war in der antiken Staatstheorie das Konzept verbreitet, dass jede am Gemeinwohl orientierte Herrschaftsform (Monarchie, Aristokratie und Demokratie) ein entartetes, nur an den Einzelinteressen der Herrschenden orientiertes Gegenstück hat (Tyrannis, Oligarchie, Ochlokratie). Aus der Erkenntnis heraus, dass diese sechs Grundformen der Verfassungen notwendigerweise instabil sind, hat vor allem Polybios die Idee des Verfassungskreislaufs entwickelt, die diese Herrschaftsformen zueinander in Beziehung setzt. Empirisch haben die antiken Autoren aber vor allem Mischformen gefunden.
| Anzahl der Herrscher | Gemeinwohl              | Eigennutz   |
| -------------------- | ----------------------- | ----------- |
| Einer                | Monarchie bzw. Basilie  | Tyrannis    |
| Einige               | Aristokratie            | Oligarchie  |
| Alle                 | Demokratie bzw. Politie | Ochlokratie |

## Mittelalter
Im 15. Jahrhundert wurde im römisch-deutschen Reich verfassungspolitisch zwischen dem König, der unter Einbeziehung der Kurfürsten und Reichsfürsten regierte, und dem alleinherrschenden Monarchen (monarcha, unus princeps) unterschieden. Angesichts einer „Vielheit von Herrschaftsgewalten“ (pluralitas principum) sei der König, wie der Erzbischof von Trier Jakob I. von Sierck 1452/53 konstatierte, kein Monarch, dem „jedermann in sämtlichen Sachen gehorchen müsse“, oder wie zeitgleich Enea Silvio Piccolomini, der Sekretär König Friedrichs III. und spätere Papst Pius II., schrieb, „der befehlen und zwingen könne“. Nach seiner Auffassung sollte der König aber, im Gegensatz zu der Vorstellung des Kurfürsten, von Rechts wegen ein Monarch sein. Dies deckte sich mit den Lehren der am römisch-kanonischen Recht ausgebildeten Juristen im Reich, die den König und Kaiser als imperator modernus und princeps, als Nachfolger der antiken Imperatoren betrachteten und ihm eine entsprechende „Machtvollkommenheit“ (plenitudo potestatis) zusprachen. Diese Position vertraten die kaiserliche Seite und insbesondere der rechtsgelehrte kaiserliche Fiskal, aber auch in Rechtsgutachten gelehrte Juristen und Räte von Fürsten und Juristen von Reichsstädten. Demnach besaß der Kaiser eine am Recht und an den bestehenden Gesetzen orientierte „ordentliche“ Rechtsmacht (ordinaria potestas) und eine „absolute“ oder „freie“, von den menschlichen Gesetzen entbundene Rechtsmacht (absoluta potestas). Die Kurfürsten forderten Kaiser Friedrich III. 1486 auf, gegenüber dem kaiserlichen Kammergericht künftig nur seine „ordentliche Gewalt und nicht die Vollkommenheit der kaiserlichen Gewalt“ zu gebrauchen und auf Eingriffe in den Gang der Rechtsprechung zu verzichten. Ein Wandel weg von einer monarchischen Auffassung von der königlich-kaiserlichen Herrschaftsgewalt vollzog sich seit der Reichsreformgesetzgebung des Wormser Reichstags von 1495 und der Wahlkapitulation Karls V. von 1519, als der Vertragscharakter bei der Gesetzgebung und in den Beziehungen zwischen Kaiser und Reichsständen deutlich hervortrat, die Gewalt des Kaisers daher als „limitiert“ erschien und das Reich eher als Aristokratie denn als Monarchie klassifiziert wurde. Von juristischer Seite nahm im frühen 16. Jahrhundert vor allem Ulrich Zasius in Rechtsgutachten eine rechtliche Einhegung der kaiserlichen summa potestas und plenitudo potestatis vor.

## Wahl- und Erbmonarchie
Die Wahlmonarchie (mit oft eingeschränktem Kandidaten- und Wählerkreis) scheint historisch älter als die Erbmonarchie zu sein, die die Bürgerkriegsgefahr bei der Erbfolge erfolgreich verringerte. Das Königreich Polen und das Heilige Römische Reich Deutscher Nation waren bis zu ihrem Ende Wahlmonarchien. Folgende vier Länder sind gegenwärtig Wahlmonarchien: der Vatikan, Kambodscha, Malaysia und die Vereinigten Arabischen Emirate.
In Europa war bis zur Christianisierung meist eine Form der Wahlmonarchie zu finden. Sowohl germanische als auch keltische Stämme wählten ihre „Häuptlinge“, welche jedoch in der Regel mächtigen und einflussreichen Familienclans entstammten. Dennoch galt für diese keine automatische Erbfolge wie in einer Erbmonarchie. Bei Tod oder bei Verlust des Königsheils wurde ein neuer Anführer durch verschiedene Rituale (Thing, Schilderhebung) gewählt oder proklamiert. In der Sächsischen Ordnung wurde nur für die Zeit eines Krieges, eines Feld- oder Beutezuges ein Herzog gewählt, der nach Ende dieses Krieges wieder zum einfachen Freien wurde. Eine andere Herrschaft wurde von den freien Bauernkriegern abgelehnt.
Diese vorfeudalistische Ordnung, die teilweise demokratische Züge hatte, fand ihr Ende mit der Christianisierung. Als im Römischen Reich Kaiser Konstantin der Große mit dem Toleranzedikt von Mailand im Jahr 313 das Christentum den anderen Religionen gleichstellte, begann eine Allianz zwischen den kirchlichen Institutionen und der staatlichen Autorität. Die damalige Kirche legitimierte die absolute Herrschaft und die Erbfolge mit der Ideologie der Herrschaft von Gottes Gnaden. Im Gegenzug sicherte sie sich selbst dadurch eine privilegierte Stellung und Partizipation an der Macht, die sie in den meisten Ländern bis in die Zeit der Französischen Revolution behielt.
Europa wurde im Mittelalter zunehmend von Erbmonarchien beherrscht: Der Monarch stand an der Spitze von Herrschaftsgebieten, die als Lehen an Gefolgsleute vergeben wurden. Dieses Feudalsystem bildete die Grundlage der Verwaltung und des Militärwesens in den beherrschten Gebieten, litt jedoch am zunehmenden Anspruch der Lehnsnehmer, selbst in Erbfolge über ihre Gebiete zu verfügen und aus diesen wiederum an Gefolgsleute Lehen zu vergeben. Bis zum Aufziehen früher Formen des modernen Staats verliert der römisch-deutsche oder polnische Monarch daher faktisch immer weiter an Macht an den so gebildeten feudalen Adel, wogegen die französische oder preußische Monarchie ihn entmachtete und eine absolutistische Monarchie durchsetzen konnte.

## Formen der Monarchie
Im 19. und frühen 20. Jahrhundert bildeten sich im Europa der Neuzeit weitere Differenzierungen bzw. Subtypen heraus, die neben der Staatsform auch Aufschluss über das Regierungssystem bzw. die Machtverteilung geben. Die Unterteilung erfolgt heute meist in absolute, konstitutionelle und parlamentarische Monarchie. Diese Trias wird auch von bedeutenden Politologen wie Karl Loewenstein, Ernst Fraenkel und Eckhard Jesse verwendet.

### Absolute Monarchie

Ludwig XIV (1638–1715)

In dieser Form besitzt der Monarch dem Anspruch nach die alleinige Staatsgewalt; der Adel verliert seine Position im Feudalsystem im Austausch gegen Privilegien im Staats- und Militärwesen. Der Monarch ist legibus absolutus (Latein für „von den Gesetzen losgelöst“), das bedeutet, dass er den Gesetzen, die er selbst erlässt, nicht untersteht. Das bekannteste Beispiel für den Anspruch auf absolute Herrschaft des Monarchen ist der Sonnenkönig Ludwig XIV., dessen Selbstverständnis « L’État, c’est moi » (deutsch: „Der Staat bin ich“) als geradezu prototypisch für diese Entwicklung angesehen werden kann. Der absolute Machtanspruch ist auf Dauer jedoch nicht gegen den Adel und das aufstrebende Bürgertum durchzusetzen; dort, wo die absolute Monarchie überlebt, nimmt sie einzelne Elemente der Republik oder Demokratie an. Trotz Schwierigkeiten in der Abgrenzung des Begriffes können heute (2022) Brunei, die Vatikanstadt, Saudi-Arabien, Eswatini, Katar und Oman als derzeit existierende absolute Monarchien gelten. In Nepal musste der bis dahin absolut regierende König im Frühjahr 2006 seine weitgehende Entmachtung hinnehmen. Im Mai 2008 wurde in Nepal die Monarchie abgeschafft und die Republik ausgerufen. In Bhutan wurde die absolute Monarchie am 18. Juli 2008 durch eine Verfassung in eine konstitutionelle Monarchie umgewandelt. Die entartete, despotische und selbstherrliche Form der absoluten Monarchie wird auch als Tyrannis bezeichnet.

### Konstitutionelle Monarchie

Konstitutionelle Monarchie (Schema)

In einer konstitutionellen Monarchie ist die Macht des Monarchen nicht mehr absolut, sondern durch die Verfassung (Konstitution) begrenzt und geregelt. Monarch und Parlament müssen sich die Macht teilen. So bedürfen Gesetze der Zustimmung beider Organe. Die Regierung wird aber weiterhin vom Monarchen und nicht von einer Volksvertretung gelenkt und ist von diesem abhängig, d. h., er kann die Regierung absetzen. Beispiele dafür sind das Deutsche Kaiserreich (1871–1918) sowie Monaco (seit 1911). Die konkrete Machtverteilung zwischen Parlament und Monarch variiert dabei und kann mal in die eine oder in die andere Richtung schlagen. Das Fürstentum Liechtenstein ist zum Beispiel eine konstitutionelle Erbmonarchie, in der die Regierung vom liechtensteinischen Landtag bestimmt und lediglich vom Fürsten ernannt wird. Allerdings ist die Regierung auch in Liechtenstein vom Vertrauen des Fürsten abhängig. Somit stellt das Fürstentum Liechtenstein eine konstitutionelle Monarchie mit stark demokratisch-parlamentarischen Zügen dar.

### Parlamentarische Monarchie

Parlamentarische Monarchie (Schema)

Parlamentarische Monarchien besitzen ein parlamentarisches Regierungssystem. Der Regierungschef und ggf. auch die anderen Regierungsmitglieder werden vom Parlament gewählt oder faktisch bestimmt und sind von dessen Vertrauen abhängig. Der Monarch hat im Gegensatz zur konstitutionellen Monarchie nicht die Möglichkeit, die Regierung abzusetzen. Er übt in der Regel wenig bis gar keinen Einfluss auf die Staatsgeschäfte aus, da diese vom Parlament und der Regierung geführt werden, die somit Träger der Staatsgewalt sind. Daher kommen dem Monarchen zumeist nur noch repräsentative und staatsnotarielle Aufgaben zu, wie die formelle Ernennung des Regierungschefs und der Minister oder die Unterzeichnung von Gesetzen. Hierbei ist sein Spielraum stark begrenzt, da er die Entscheidungen des Parlaments nicht blockieren kann – er verfügt über kein Veto-Recht. Die Monarchie steht unter dem Primat des Parlaments und könnte sogar durch das Parlament oder ein Referendum abgeschafft werden.
Fast alle westeuropäischen Monarchien haben sich im Laufe des 19. und frühen 20. Jahrhunderts zu parlamentarischen Monarchien entwickelt. Die parlamentarische Monarchie ist in der Regel sukzessive als Folge von Demokratisierungsprozessen in den europäischen Monarchien entstanden. Sie ist das Resultat des Versuchs, die Monarchien zu demokratisieren, ohne sie abzuschaffen. Weitere Beispiele sind die 15 Commonwealth-Monarchien.

### Abgrenzung
Was die Zuordnung einzelner Staaten zu der konstitutionellen oder der parlamentarischen Monarchie erschwert, ist die Tatsache, dass Verfassungstext und Verfassungswirklichkeit häufig auseinanderklaffen. Rein verfassungsrechtlich, also de jure sind die meisten Monarchien konstitutionell, in der politischen Praxis aber ist die Mehrheit der Monarchien parlamentarisch. Die Monarchen verzichten auf die Wahrnehmung ihrer Prärogativen, mischen sich nicht in das politische Tagesgeschäft ein und beschränken sich auf ihre repräsentative und vermittelnde Rolle. Ausschlaggebend für die Zuordnung ist letztendlich „nicht das Ausmaß der formellen Machtbefugnisse […], sondern die praktische Ausgestaltung des Amtes als Staatsoberhaupt“. Krisen- oder Ausnahmesituationen können jedoch auch zu einem Wandel im Amtsverständnis führen.
Im englischsprachigen Raum ist der Begriff parliamentary monarchy unüblich, weshalb hier stets von constitutional monarchy gesprochen wird. Eine Differenzierung anhand der Begrifflichkeit ist daher nicht möglich. Die Trennung zwischen konstitutioneller und parlamentarischer Monarchie ist also im Englischen oft nicht so scharf wie im Deutschen. Grund für diese Ungenauigkeit ist die Auffassung, dass eine Monarchie mit Verfassung (und damit in der Regel mit einem Repräsentativsystem) sich zwangsläufig zu einem parlamentarischen Regierungssystem entwickelte. Schließlich sind Gesetzgebung und Haushalt Machtmittel des Parlaments, um eine Politik eigener Wahl durchzusetzen.

## Liste der gegenwärtigen Monarchien

### Anerkannte unabhängige Staaten
Die folgende Liste umfasst 43 Monarchien, davon 42 Mitgliedstaaten der Vereinten Nationen sowie die Vatikanstadt (offiziell vertritt der Heilige Stuhl die Vatikanstadt als Völkerrechtssubjekt in diplomatischen Beziehungen). Folglich sind etwa ein Viertel der anerkannten unabhängigen Staaten Monarchien. Die Liste der unabhängigen souveränen Monarchien umfasst derzeit folgende Staaten:
| Staat                                              | Staat                          | Monarchieform                                                        | Monarch                            | Aktuell                               | Anmerkungen |
| 1 Kaiserreich                                      | 1 Kaiserreich                  | 1 Kaiserreich                                                        | 1 Kaiserreich                      | 1 Kaiserreich                         | 1 Kaiserreich |
| -------------------------------------------------- | ------------------------------ | -------------------------------------------------------------------- | ---------------------------------- | ------------------------------------- | --- |
|                                                    | Japan                          | Parlamentarisch                                                      | Tennō (oft mit „Kaiser“ übersetzt) | Naruhito                              | Der japanische Kaiser ist de jure kein Staatsoberhaupt und hat keinerlei politische Macht inne, sondern gilt als „Symbol des Staates“. Er nimmt rein repräsentative Aufgaben wahr. Japan ist auch die älteste noch existierende Monarchie der Welt. Die traditionelle Rolle der japanischen Tennō (天皇, japanisch für „Himmlischer Herrscher“) als religiöse Oberhäupter des Shintoismus ist heute nur noch nomineller Natur.                                                         |
| 32 Königreiche                                     |                                |                                                                      |                                    |                                       | |
|                                                    | Antigua und Barbuda            | Parlamentarisch                                                      | König                              | Charles III.                          | — |
|                                                    | Australien                     | Parlamentarisch                                                      | König                              | Charles III.                          | — |
|                                                    | Bahamas                        | Parlamentarisch                                                      | König                              | Charles III.                          | — |
|                                                    | Bahrain                        | Konstitutionell                                                      | König                              | Hamad bin Isa Al Chalifa              | Bis 2002 Emirat, seitdem Königreich. Nach den im Jahr 2000 begonnenen demokratischen Reformen heute konstitutionelle Monarchie. |
|                                                    | Belgien                        | Parlamentarisch                                                      | König                              | Philipp                               | — |
|                                                    | Belize                         | Parlamentarisch                                                      | König                              | Charles III.                          | — |
|                                                    | Bhutan                         | Konstitutionell                                                      | König                              | Jigme Khesar Namgyel Wangchuck        | Buddhistische absolute Monarchie von 1907 bis 18. Juli 2008, seitdem konstitutionelle Monarchie. Die Könige von Bhutan werden Druk Gyalpo (Dzongkha für „Drachenkönig“) genannt. |
|                                                    | Dänemark                       | Parlamentarisch                                                      | König                              | Frederik X.                           | Der dänische Monarch ist zugleich Oberhaupt Grönlands und der Färöer. Seit 1953 steht die Thronfolge auch Frauen offen. |
|                                                    | Eswatini                       | Absolut                                                              | König                              | Mswati III.                           | Letzte absolute Monarchie Afrikas. Demokratisierungsprozess läuft. |
|                                                    | Grenada                        | Parlamentarisch                                                      | König                              | Charles III.                          | — |
|                                                    | Jamaika                        | Parlamentarisch                                                      | König                              | Charles III.                          | — |
|                                                    | Jordanien                      | Konstitutionell                                                      | König                              | Abdullah II.                          | 1921 vom Vereinigten Königreich etabliert. |
|                                                    | Kambodscha                     | Konstitutionell                                                      | König                              | Norodom Sihamoni                      | Seit der neuen Verfassung von 1993 wieder Monarchie. |
|                                                    | Kanada                         | Parlamentarisch                                                      | König                              | Charles III.                          | — |
|                                                    | Lesotho                        | Parlamentarisch                                                      | König                              | Letsie III.                           | Bis 1965 „Oberster Häuptling“. Der König hat keine exekutiven oder legislativen Aufgaben. |
|                                                    | Malaysia                       | Parlamentarisch                                                      | König                              | Ibrahim Ismail                        | Wahlmonarchie. Malaysia besteht aus dreizehn Bundesstaaten, darunter neun Sultanate (siehe dazu Abschnitt „Subnationale Monarchien“). Der König wird alle fünf Jahre von den neun Sultanen des Landes aus ihrem Kreis nach Rotationsprinzip gewählt. Der offizielle Titel des Oberhaupts lautet Yang di-Pertuan Agong, auf Deutsch „Oberster Herrscher“. |
|                                                    | Marokko                        | Konstitutionell                                                      | König                              | Mohammed VI.                          | Bis 1957 Sultanat, seitdem Königreich. |
|                                                    | Neuseeland                     | Parlamentarisch                                                      | König                              | Charles III.                          | Seit 1907 |
|                                                    | Niederlande                    | Parlamentarisch                                                      | König                              | Willem-Alexander                      | Teilt sich auf in die Niederlande mit ihren 12 Provinzen und 3 besonderen Gemeinden (BES-Inseln) sowie die autonomen Länder Aruba, Curaçao und Sint Maarten. |
|                                                    | Norwegen                       | Parlamentarisch                                                      | König                              | Harald V.                             | Besteht seit 872, von 1380 bis 1905 in Personalunion mit Dänemark bzw. Schweden. Selbstständiges Königreich seit 1905. Seit 1990 steht die Thronfolge auch Frauen offen. |
|                                                    | Papua-Neuguinea                | Parlamentarisch                                                      | König                              | Charles III.                          | — |
|                                                    | Salomonen                      | Parlamentarisch                                                      | König                              | Charles III.                          | — |
|                                                    | Saudi-Arabien                  | Absolut                                                              | König                              | Salman ibn ʿAbd al-ʿAziz              | Islamische Monarchie. Seit 1932 vereinigt. |
|                                                    | Schweden                       | Parlamentarisch                                                      | König                              | Carl XVI. Gustaf                      | Seit 1979 steht die Thronfolge auch Frauen offen. Der Monarch hat keine politische Macht inne. |
|                                                    | Spanien                        | Parlamentarisch                                                      | König                              | Felipe VI.                            | 1947 unter der Franco-Diktatur wieder zum Königreich erklärt, de facto seit 1975. |
|                                                    | St. Kitts und Nevis            | Parlamentarisch                                                      | König                              | Charles III.                          | — |
|                                                    | St. Lucia                      | Parlamentarisch                                                      | König                              | Charles III.                          | — |
|                                                    | St. Vincent und die Grenadinen | Parlamentarisch                                                      | König                              | Charles III.                          | — |
|                                                    | Thailand                       | Konstitutionell                                                      | König                              | Maha Vajiralongkorn (Rama X.)         | Buddhistische Monarchie. |
|                                                    | Tonga                          | Parlamentarisch                                                      | König                              | Tupou VI.                             | Der traditionell polynesische Königstitel „Tu'i Tonga“ wurde 1865 vor Beginn des britischen Protektorats durch einen westlichen ersetzt. |
|                                                    | Tuvalu                         | Parlamentarisch                                                      | König                              | Charles III.                          | — |
|                                                    | Vereinigtes Königreich         | Parlamentarisch                                                      | König                              | Charles III.                          | Der britische Monarch ist zugleich Oberhaupt folgender Kronbesitzungen (direkt der Krone unterstellte Territorien) oder Überseegebiete (ehemalige Kronkolonien): Guernsey, Jersey, Isle of Man, Anguilla, Bermuda, Britische Jungferninseln, Britisches Territorium im Indischen Ozean, Kaimaninseln, Falklandinseln, Gibraltar, Montserrat, Pitcairninseln, St. Helena, Ascension und Tristan da Cunha, Südgeorgien und die Südlichen Sandwichinseln und die Turks- und Caicosinseln. |
| 1 Großherzogtum                                    |                                |                                                                      |                                    |                                       | |
|                                                    | Luxemburg                      | Konstitutionell                                                      | Großherzog                         | Henri I.                              | Bis 1890 von den niederländischen Monarchen regiert. Der Monarch hat seit der Verfassungsreform 2008 kaum noch politische Macht inne. |
| 3 Fürstentümer                                     |                                |                                                                      |                                    |                                       | |
|                                                    | Andorra                        | Parlamentarisch                                                      | Kofürsten                          | Bischof Josep-Lluís Serrano Pentinat  | Andorra ist eine Dyarchie, da es zwei gleichberechtigte Staatsoberhäupter hat, nämlich den amtierenden Bischof von Urgell und den aktuellen französischen Staatspräsidenten. |
| Emmanuel Macron                                    | Andorra                        | Parlamentarisch                                                      | Kofürsten                          |                                       | Andorra ist eine Dyarchie, da es zwei gleichberechtigte Staatsoberhäupter hat, nämlich den amtierenden Bischof von Urgell und den aktuellen französischen Staatspräsidenten. |
|                                                    | Liechtenstein                  | Konstitutionell „auf demokratischer und parlamentarischer Grundlage“ | Fürst                              | Hans-Adam II.                         | — |
|                                                    | Monaco                         | Konstitutionell                                                      | Fürst                              | Albert II.                            | — |
| 2 Sultanate                                        |                                |                                                                      |                                    |                                       | |
|                                                    | Brunei                         | Absolut                                                              | Sultan                             | Hassanal Bolkiah                      | Letzte absolute Monarchie im östlichen Asien. Der offizielle Titel des Oberhaupts lautet „Sultan und Yang Di-Pertuan“, auf Deutsch „Oberster Herrscher“. |
|                                                    | Oman                           | Absolut                                                              | Sultan                             | Haitham bin Tariq bin Taymur          | — |
| 3 Emirate                                          |                                |                                                                      |                                    |                                       | |
|                                                    | Katar                          | Absolut                                                              | Emir                               | Tamīm bin Hamad ath-Thānī             | — |
|                                                    | Kuwait                         | Konstitutionell                                                      | Emir                               | Mischal al-Ahmad al-Dschabir as-Sabah | Bis 1991 absolute Monarchie, zwischen 1991 und 1996 Bildung eines Parlaments. |
|                                                    | Vereinigte Arabische Emirate   | Konstitutionell (de jure) Absolut (de facto)                         | Staatspräsident                    | Muhammad bin Zayid Al Nahyan          | Wahlmonarchie, bestehend aus 7 Emiraten (siehe dazu Abschnitt „Subnationale Monarchien“). Formell kann jeder der sieben Emire des Bundes zum Bundesoberhaupt gewählt werden, traditionell wird aber immer der aktuelle Emir von Abu Dhabi gewählt. |
| 1 souveräne territoriale Basis des Heiligen Stuhls |                                |                                                                      |                                    |                                       | |
|                                                    | Vatikanstadt                   | Absolute Wahlmonarchie                                               | Papst                              | Leo XIV.                              | Letzte absolute Monarchie Europas und einzige christliche Theokratie der Welt. Der Papst wird von wahlberechtigten Kardinälen im Konklave gewählt und ist als Bischof von Rom und Oberhaupt der römisch-katholischen Kirche ex officio Monarch der Vatikanstadt. |

### Subnationale Monarchien
Abgesehen von den oben aufgeführten Ländern gibt es folgende Monarchien, die jeweils innerhalb eines international anerkannten unabhängigen Staates mit föderalem Aufbau liegen. Teilweise sind diese Gesamtstaaten sogar auf Bundesebene republikanisch verfasst.
|          | Land            | Monarch                               | Aktuell                                    |  | Oberhoheit                   |
| -------- | --------------- | ------------------------------------- | ------------------------------------------ |  | ---------------------------- |
|          | Abu Dhabi       | Emir                                  | Muhammad bin Zayid Al Nahyan               |  | Vereinigte Arabische Emirate |
|          | Adschman        | Emir                                  | Humaid bin Raschid an-Nuʿaimi              |  | Vereinigte Arabische Emirate |
|          | Alo             | König („Tu'i aga'ifo“)                | Lino Leleivai                              |  | Wallis und Futuna            |
|          | Ankole          | „Omugabe“                             | Ntare VI.                                  |  | Uganda                       |
|          | Anufu           | „Soma“                                | Na Bema                                    |  | Togo                         |
|          | Aschanti        | König („Asantehene“)                  | Osei Tutu II.                              |  | Ghana                        |
|          | Bafokeng        | König („Kgosi“)                       | Leruo Molotlegi                            |  | Südafrika                    |
|          | Bafut           | „Fon“                                 | Abumbi II.                                 |  | Kamerun                      |
|          | Buganda         | König („Kabaka“)                      | Ronald Muwenda Mutebi II.                  |  | Uganda                       |
|          | Bunyoro         | „Omukama“                             | Solomon Iguru I.                           |  | Uganda                       |
|          | Busoga          | „Kyabazinga“                          | Henry Wako Muloki                          |  | Uganda                       |
|          | Dubai           | Emir                                  | Muhammad bin Raschid Al Maktum             |  | Vereinigte Arabische Emirate |
|          | Ewe             | König                                 | Céphas Bansah                              |  | Ghana                        |
|          | Fudschaira      | Emir                                  | Hamad ibn Muhammad asch-Scharqi            |  | Vereinigte Arabische Emirate |
|          | Johor           | Sultan                                | Ibrahim Ismail                             |  | Malaysia                     |
|          | Kedah           | Sultan                                | Sallehuddin                                |  | Malaysia                     |
|          | Kelantan        | Sultan                                | Muhammad V.                                |  | Malaysia                     |
|          | Kotokolien      | Häuptling („Uro Eso“)                 | Yusuf Ayeva                                |  | Togo                         |
|          | Kutei           | Sultan                                | Haddschi Aji Muhammad Salehuddin II.       |  | Indonesien                   |
|          | Māori-Reich     | König                                 | Ngā Wai Hono i te Pō                       |  | Neuseeland                   |
|          | diverse         | König, Kaptein, Traditioneller Führer | Liste der traditionellen Führer in Namibia |  | Namibia                      |
|          | Negeri Sembilan | Sultan                                | Tuanku Muhriz                              |  | Malaysia                     |
|          | Pahang          | Sultan                                | Abdullah Shah                              |  | Malaysia                     |
|          | Perak           | Sultan                                | Nazrin Shah                                |  | Malaysia                     |
|          | Perlis          | Radscha                               | Tuanku Syed Sirajuddin                     |  | Malaysia                     |
|          | Ra’s al-Chaima  | Emir                                  | Saʿud ibn Saqr al-Qasimi                   |  | Vereinigte Arabische Emirate |
|          | Rwenzururu      | „Omusinga“                            | Charles Mumbere                            |  | Uganda                       |
|          | Schardscha      | Emir                                  | Sultan bin Mohamed al-Qasimi               |  | Vereinigte Arabische Emirate |
| Selangor | Selangor        | Sultan                                | Sharafuddin Idris Shah                     |  | Malaysia                     |
|          | Sigave          | König, Häuptling („Tu'i Sigave“)      | Eufenio Takala                             |  | Wallis und Futuna            |
|          | Tenkodogo       | „Naaba“                               | Tigre I.                                   |  | Burkina Faso                 |
|          | Terengganu      | Sultan                                | Mizan Zainal Abidin                        |  | Malaysia                     |
|          | Toro            | „Omukama“                             | Rukidi IV.                                 |  | Uganda                       |
|          | Umm al-Qaiwain  | Emir                                  | Saʿud ibn Raschid al-Muʿalla               |  | Vereinigte Arabische Emirate |
|          | Uvea            | König (Lavelua)                       | Kapeliele Faupala                          |  | Wallis und Futuna            |
|          | Wogodogo        | „Naaba“                               | Baongo II.                                 |  | Burkina Faso                 |
|          | Yogyakarta      | Sultan                                | Hamengkubuwono X.                          |  | Indonesien                   |
|          | Zululand        | König                                 | Misuzulu Zulu                              |  | Südafrika                    |

### Kronbesitzungen der britischen Krone
|  | Land        | Monarch | Aktuell      | Teil von            |
|  | ----------- | ------- | ------------ | ------------------- |
|  | Guernsey    | Herzog  | Charles III. | Herzogtum Normandie |
|  | Jersey      | Herzog  | Charles III. | Herzogtum Normandie |
|  | Isle of Man | Lord    | Charles III. | Lordschaft Man      |